# Blimea
Blimea es una parroquia del concejo asturiano de San Martín del Rey Aurelio (España). Junto a las parroquias Cocañín, Santa Bárbara y San Martín, constituyen el concejo de San Martín del Rey Aurelio. 

## Origen toponímico
Blimea es un topónimo surgido de entre muchas palabras asturianas que con diversas variantes fonéticas se traduce al castellano la palabra "mimbre", tales como bima, blima , brima, blimba o bilma. Desde el punto de vista etimológico, mimbre parte del latín "vimen-viminis" y, en el caso asturiano, recibe la influencia de belime, "residuo de trigo" y bilimia, "brizna", "berija". Sería pues Blimea una zona donde abundaban la blima o bima.

## Historia

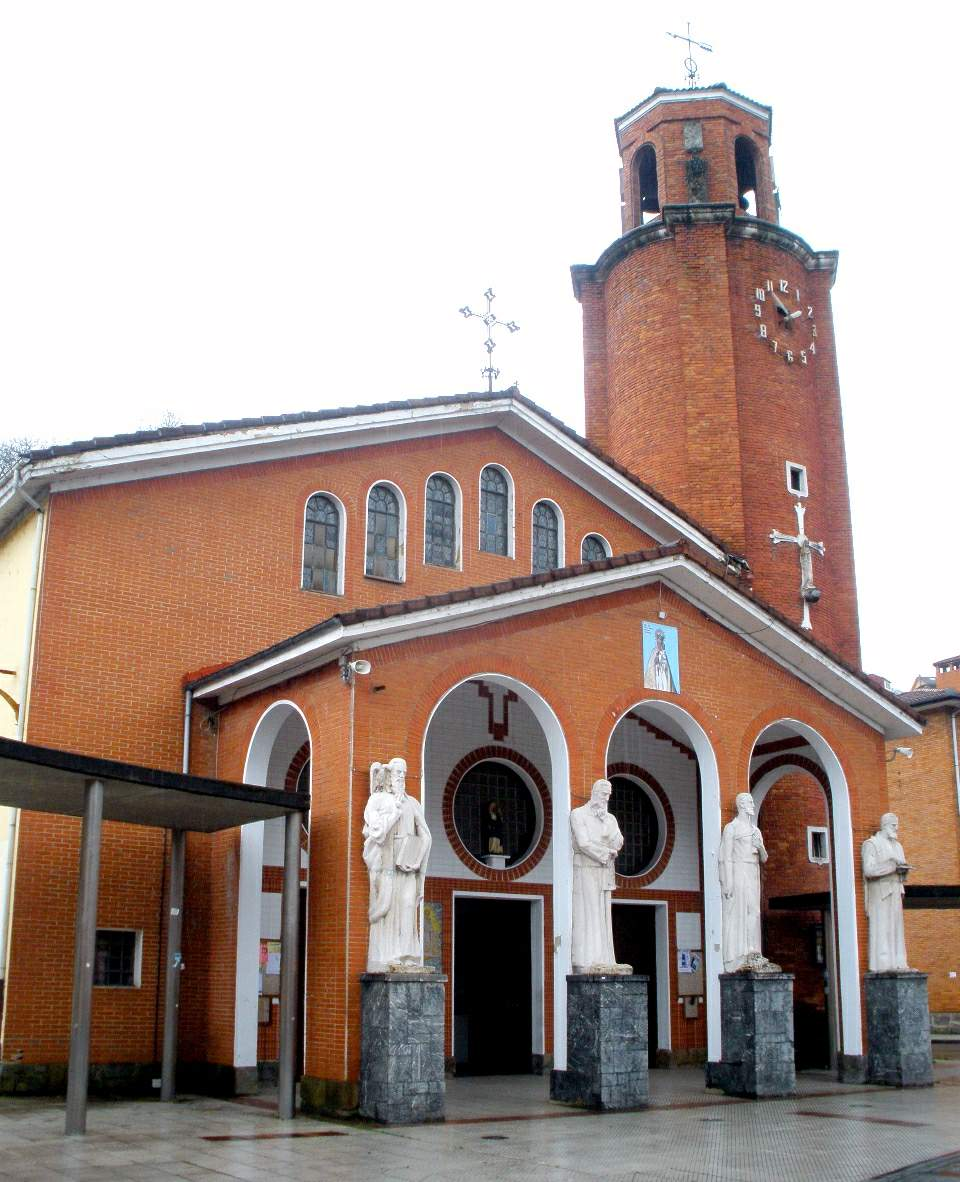
Actual iglesia de Santa María. El anterior templo parroquial databa del

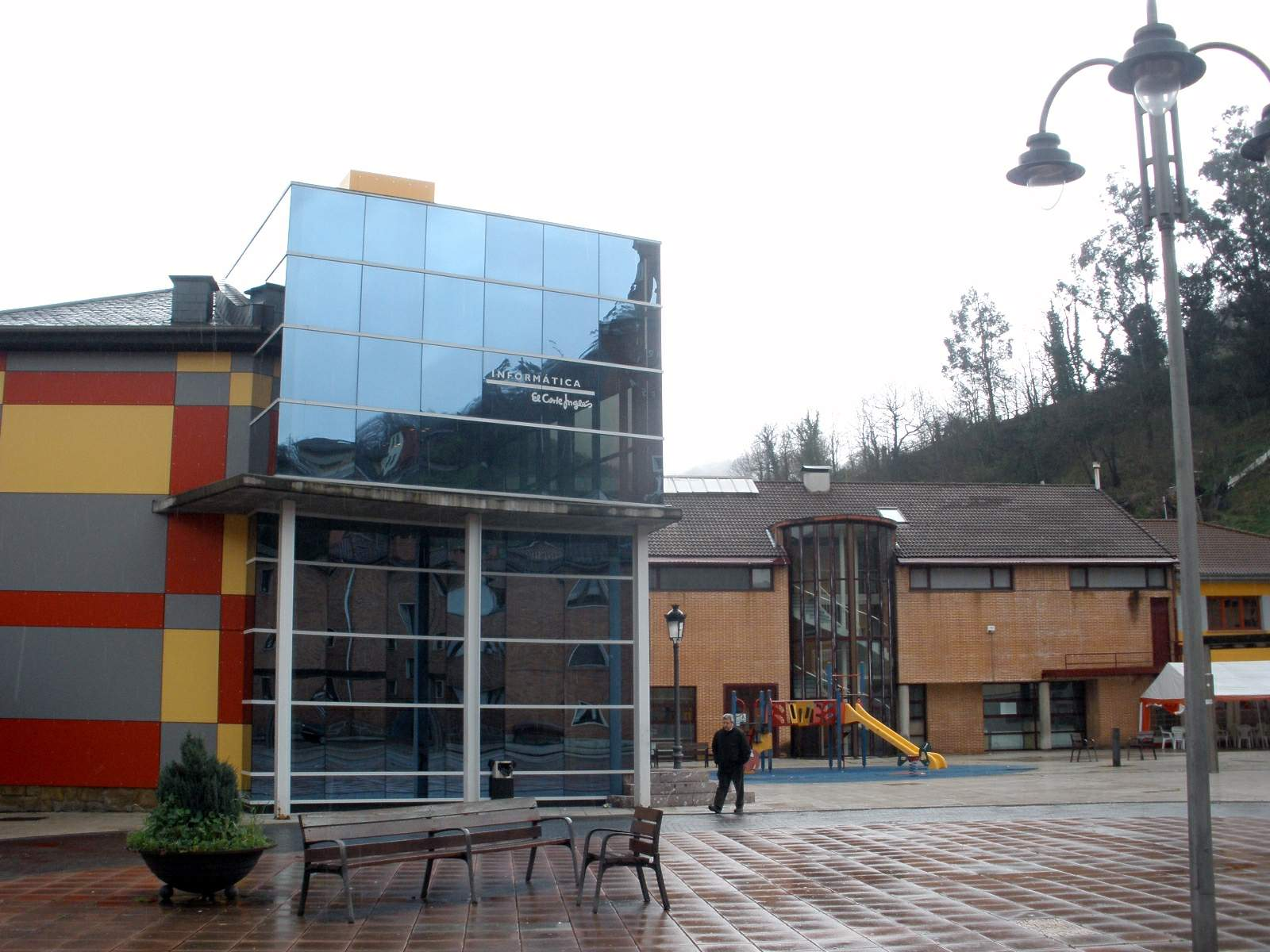
Centro de Informática de El Corte Inglés

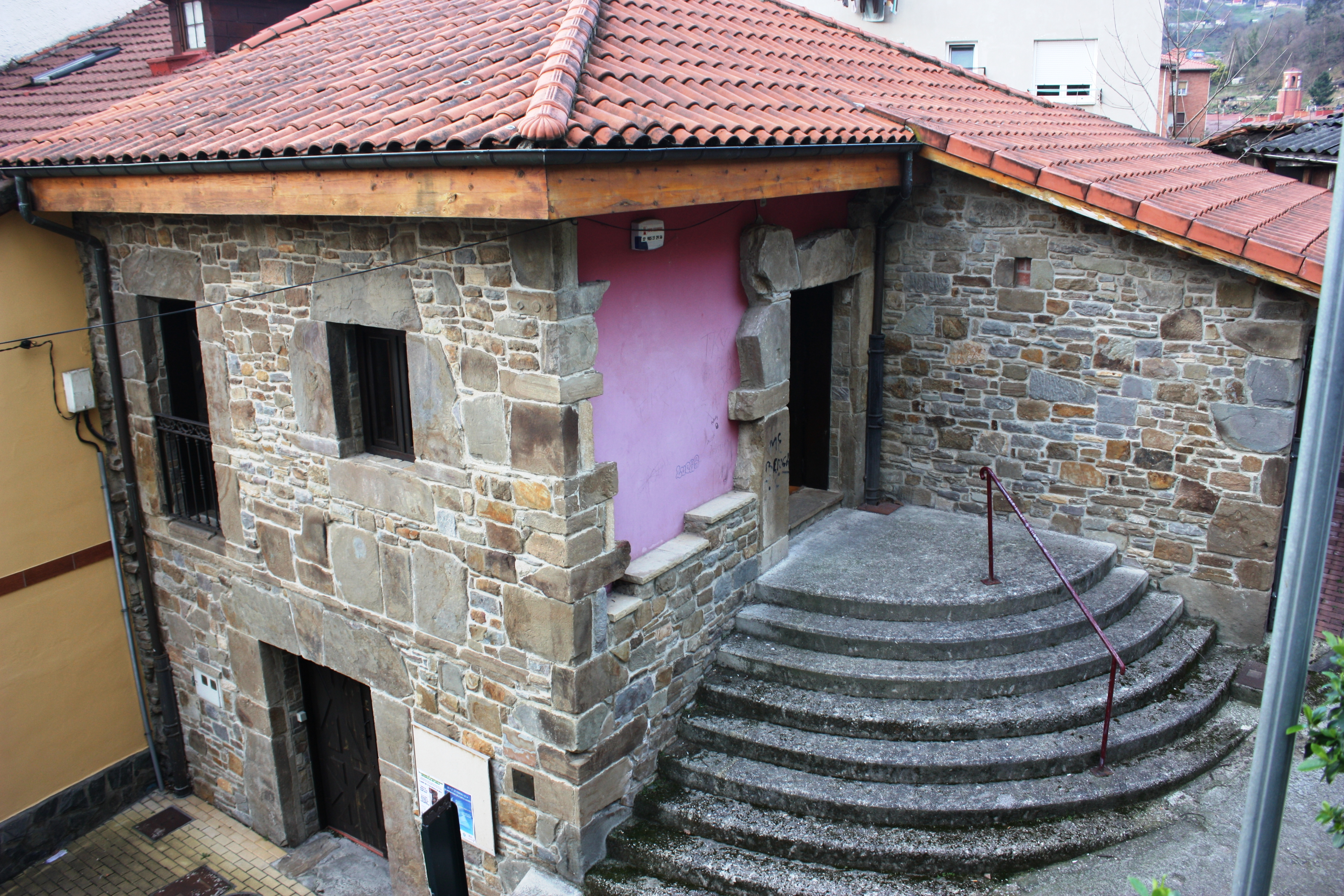
Casona del Bravial

La parroquia de Blimea pertenecía al concejo de Langreo hasta que en el siglo XIX formó junto con otras 4 parroquias el concejo de San Martín del Rey Aurelio.
En La Campa La Españal se encuentra un monumento megalítico de reciente catalogación, con lo que hay pruebas de que el territorio de la parroquia está habitado desde hace siglos. También son conocidos los restos del "Castillo de Blimea" que se mantuvo en pie hasta el siglo XX, así como las cercanas edificaciones de la Casa del Bravial (hoy Museo de la Memoria) y el Palacio y capilla de García Ciaño.
Se trata de una parroquia antigua que ya figura como tal y con el nombre de "Vimea" en el Inventario de Parroquias elaborado por orden del Obispo de Oviedo, D. Gutierre de Toledo entre los años 1385-1386. Como "Bimeda" aparece en el Libro de la ermita de Santa Bárbora entre los años 1687 y 1784.
En 1834, durante la primera guerra carlista, fuerzas carlistas baten a una columna liberal en territorio de la parroquia, ayudando dicha acción a sembrar la alarma en la zona centro-occidental de Asturias.
Blimea comienza su expansión en el siglo XIX con la industria del carbón, que la configura como entidad urbana. En el período de la autarquía franquista se construye la barriada obrera.
La reconversión industrial afectó enormemente a la villa, sometiéndola a pérdida de población y actividad.

## Geografía
El río Nalón la divide en dos mitades y forma una amplia vega que es donde se levanta Blimea, capital de la parroquia. Además del núcleo urbano, componen el territorio blimeíno las zonas de La Cabezá y La Cuesta, en la ladera derecha del río Nalón, y las de San Mamés (Samamés) y La Capellanía de Sienra en la ladera izquierda. En lo que respecta a los límites territoriales de la parroquia hay que constatar que en la década de los cincuenta del siglo XX una de sus zonas tradicionales, El Valle de la Cerezal, pasó a formar parte de la parroquia de Santa Bárbara, con la que siempre estuvo integrada tanto en lo hidrográfico como en lo lingüístico. Los límites actuales de la parroquia de Blimea son: al norte, el concejo de Bimenes y la parroquia de Cocañín; al este el concejo de Laviana; al sur la parroquia de Santa Bárbara y al oeste la parroquia de San Martín.

## Núcleos poblacionales
Las entidades poblacionales que encontramos en la parroquia de Blimea son caserías, aldeas y lugares, de menor a mayor tamaño e importancia geográfica y administrativa. En la parroquia encontramos 59 de estas entidades:
| Nombre         | Entidad | Población |
| -------------- | ------- | --------- |
| Les Abeyes     | Casería | 0         |
| L'Almuriu      | Caseía  | 17        |
| Les Aparaes    | Casería | 0         |
| Biomba         | Casería | 2         |
| Blimea         | Lugar   | 2862      |
| La Bovia       | Casería | 19        |
| Burganeo       | Casería | 3         |
| La Cabañina    | Casería | 0         |
| La Cabezá      | Lugar   | 1         |
| La Cabiella    | Casería | 3         |
| Cagüernos, Los | Casería | 0         |
| Canales, Les   | Casería | 4         |
| Cantu, El      | Casería | 5         |
| Caraveo        | Casería | 5         |
| Casilla, La    | Casería | 2         |
| Cegontín, El   | Casería | 3         |
| Cepeal, El     | Casería | 7         |
| Chirente, La   | Casería | 29        |
| Colláu, El     | Casería | 15        |
| Cuillu, El     | Casería | 9         |
| Faeo           | Casería | 0         |
| Fariseo        | Casería | 1         |
| Felguera       | Casería | 5         |
| Felguerosa, La | Casería | 2         |
| Fuentefelguera | Casería | 1         |
| Güeria, La     | Casería | 7         |
| Laisancho      | Casería | 9         |
| Llai           | Casería | 20        |
| Melchores, Los | Casería | 12        |
| Milana, La     | Casería | 6         |
| Miru, El       | Casería | 14        |
| Molatera, La   | Lugar   | 10        |
| Mosnera, La    | Casería | 1         |
| Nietu, El      | Casería | 9         |
| Payarín, El    | Casería | 0         |
| Payega, La     | Casería | 0         |
| Peruyal, La    | Casería | 14        |
| Peña, La       | Casería | 3         |
| Peñacorvera    | Casería | 12        |
| Portiellu, El  | Casería | 29        |
| Quintana, La   | Casería | 7         |
| Quintanes, Les | Casería | 15        |
| Raposera, La   | Casería | 2         |
| Reburdieres    | Casería | 0         |
| Ricao          | Casería | 0         |
| Riegalatabla   | Casería | 10        |
| Riolapiedra    | Casería | 26        |
| Ronzón, El     | Aldea   | 7         |
| San Roque      | Casería | 19        |
| Sanamiés       | Lugar   | 40        |
| Segá, La       | Casería | 0         |
| Sienra         | Lugar   | 30        |
| Sorteru, El    | Casería | 0         |
| Sutu, El       | Aldea   | 18        |
| Tercies, Les   | Casería | 4         |
| Teyera, La     | Casería | 1         |
| Vallina, La    | Casería | 0         |
| Villallaz      | Casería | 29        |
| Xerra, La      | Casería | 9         |

Fuentes: Nomenclátor de SADEI

## Demografía
| Gráfica de evolución demográfica de Blimea entre 2000 y 2015 |
|                                                              |

Puede apreciarse la pérdida de población debido a la falta de un motor económico en la región y el envejecimiento de la población.

## Fiestas
- En enero se celebra San Antón en San Mamés.
- El primer fin de semana de agosto se celebran Las fiestas de Nuestra Señora de las Nieves.
- El primer fin de semana de diciembre se celebran La fiesta gastronómica de los Pimientos Rellenos
- El segundo fin de semana de agosto se celebran Las fiestas de San Roque
- El 15 de octubre se celebran Santa Teresa

## Lugares de Interés y Cultura
- Castillo de Blimea
- Museo de la Memoria de San Martín del Rey Aurelio
- Estelas de los cuetos[1]
- Iglesia de Blimea
- Puente del Miramar

A lo largo de toda la parroquia pueden encontrarse multitud de bocaminas y pozos mineros que muestran testimonio del legado industrial de la zona. Cuenta con un polideportivo municipal y está unida a Sotrondio por el Parque de El Florán, a la orilla del río Nalón.